# Abdellatif El Ghazaoui
Abdellatif El Ghazaoui (* 1983) ist ein ehemaliger marokkanischer Leichtathlet, der sich auf den Sprint spezialisiert hat. Mit der marokkanischen 4-mal-400-Meter-Staffel wurde er 2002 in Radès Afrikameister.

## Sportliche Laufbahn
Erste internationale Erfahrungen sammelte Abdellatif El Ghazaoui vermutlich im Jahr 2000, als er bei den Juniorenweltmeisterschaften in Santiago de Chile mit 48,35 s in der ersten Runde im 400-Meter-Lauf ausschied. Im Jahr darauf kam er bei den Spielen der Frankophonie in Ottawa mit 47,87 s nicht über den Vorlauf hinaus, ehe er bei den Juniorenafrikameisterschaften in Réduit in 22,39 s den vierten Platz im 200-Meter-Lauf belegte. Über 400 Meter schied er dort mit 49,17 s im Vorlauf aus und mit der marokkanischen 4-mal-400-Meter-Staffel gewann er in 3:17,67 min die Silbermedaille. 2002 schied er bei den Juniorenweltmeisterschaften in Kingston mit 46,92 s im Halbfinale über 400 Meter aus und verpasste mit der Staffel mit 3:09,56 min den Finaleinzug. Anschließend klassierte er sich bei den Afrikameisterschaften in Radès mit 47,26 s auf dem sechsten Platz im Einzelbewerb und siegte mit der Staffel in 3:09,72 min gemeinsam mit Nabil Jabir, Ismail Daif und Abdelkarim Khoudri. 2004 belegte er bei den Afrikameisterschaften in Brazzaville in 46,12 s den sechsten Platz über 400 Meter und gelangte im Staffelbewerb mit 3:08,13 min auf Rang sechs. Anschließend belegte er bei den Panarabischen Spielen in Algier in 46,65 s den vierten Platz im Einzelbewerb und gewann mit der Staffel in 3:06,90 min die Silbermedaille hinter dem Team aus Saudi-Arabien. Im Jahr darauf gewann er bei den erstmals ausgetragenen Islamic Solidarity Games in Mekka in 46,57 s die Bronzemedaille über 400 Meter hinter dem Sudanesen Nagmeldin Ali Abubakr und Hamdan al-Bishi aus Saudi-Arabien und gewann mit der Staffel in 3:09,13 min die Bronzemedaille hinter den Teams aus Saudi-Arabien und dem Sudan. 2006 beendete er dann seine aktive sportliche Karriere im Alter von 23 Jahren.
2003 wurde El Ghazaoui marokkanischer Meister im 400-Meter-Lauf.

## Persönliche Bestleistungen
- 400 Meter: 45,9 s, 24. Juni 2004 in Brazzaville